# Geostationary Operational Environmental Satellite

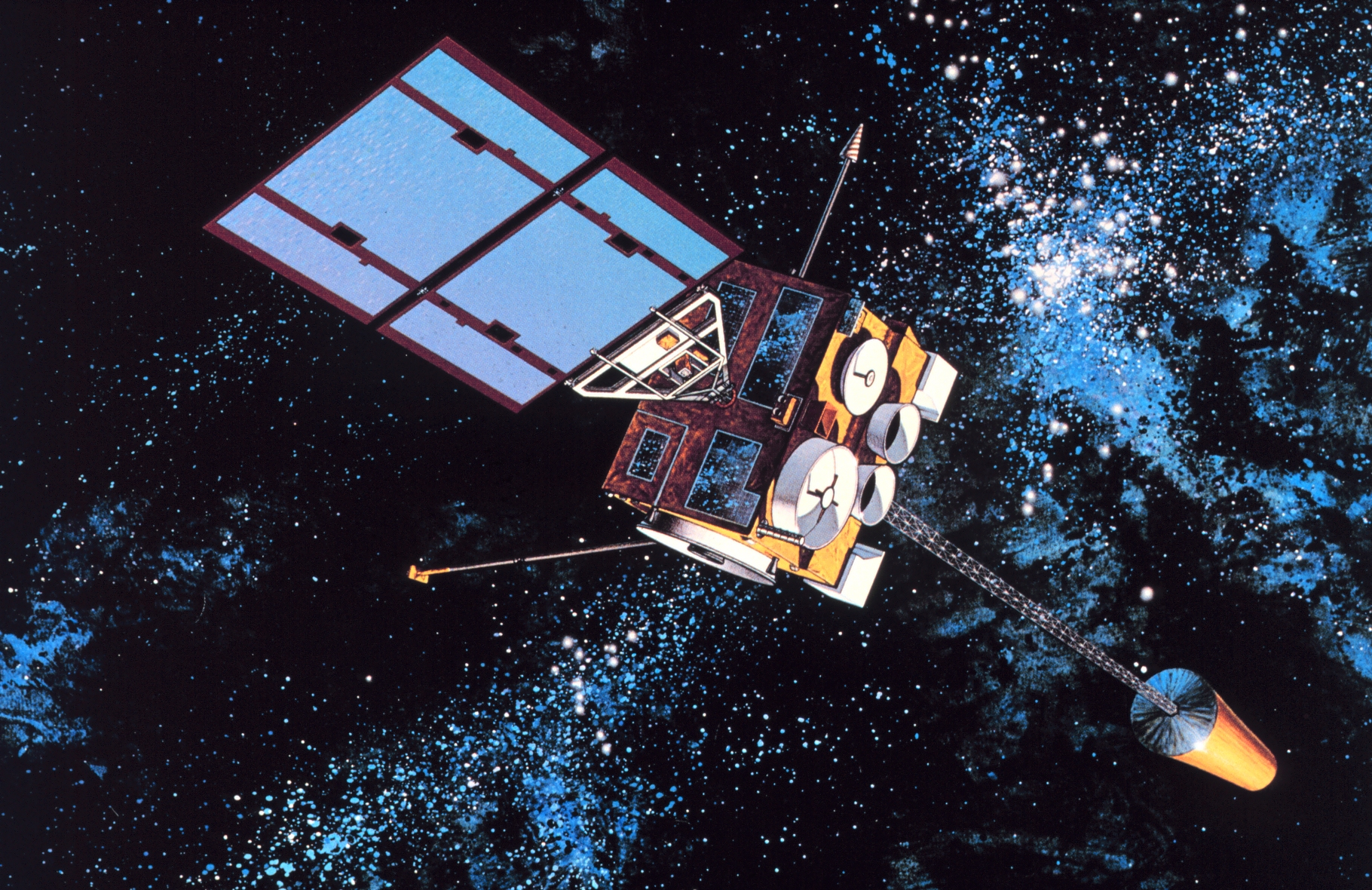
Concepção artística do GOES-8.

Geostationary Operational Environmental Satellite (ou GOES) é a nomenclatura de um conjunto de satélites e instalações em terra operados em conjunto pelo National Environmental Satellite, Data, and Information Service (NESDIS), um departamento da NOAA. 
Esse sistema dá suporte a: previsão do tempo, rastreamento de tempestades severas, e pesquisas meteorológicas. Os satélites e as estações em terra do sistema atuam em conjunto para fornecer um conjunto contínuo de dados ambientais. 
O National Weather Service (NWS) usa o sistema GOES para as operações de monitoração e previsão do tempo, e pesquisas científicas usando os dados para um melhor entendimento das interações entre terra, atmosfera, oceanos e clima.
O sistema GOES usa satélites geoestacionários, que desde o lançamento do SMS-1 em 1974 tem sido o elemento básico do sistema de monitoração e previsão de tempo dos Estados Unidos.

## Histórico dos satélites
- SMS

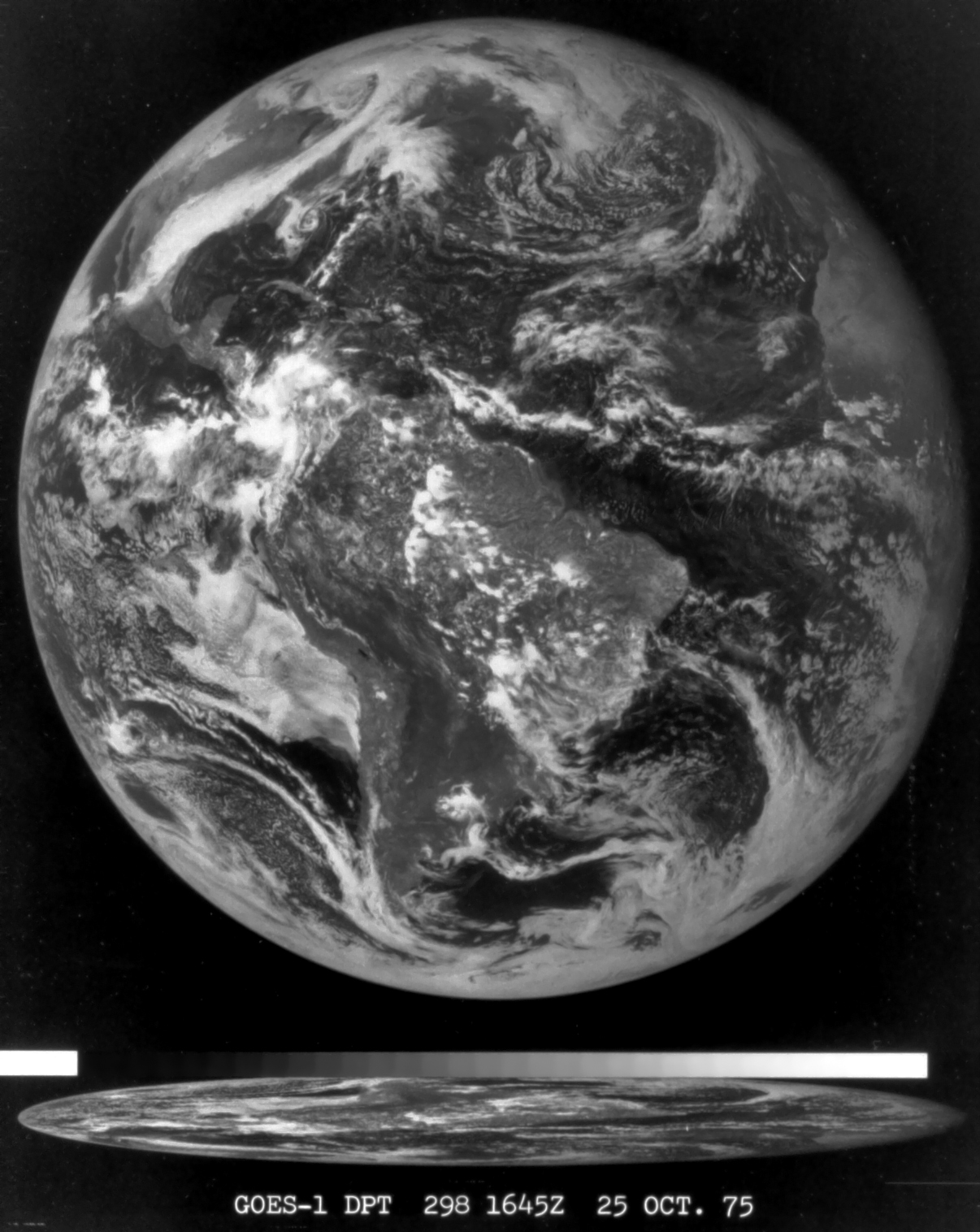
Primeira imagem obtida pelo GOES 1 em 25 de Outubro de 1975.

  - GOES 1, lançado em 16 de Outubro de 1975, fora de serviço
  - GOES 2, lançado em 16 de Junho de 1977, fora de serviço
  - GOES 3, lançado em 16 de Junho de 1978, usado como artefato de comunicação com a estação de pesquisa do Polo Sul.
- 1a Geração
  - GOES 4, lançado em 9 de Setembro de 1980, fora de serviço
  - GOES 5, lançado em 22 de Maio de 1981, desativado em Julho de 1990
  - GOES 6, lançado em 28 de Abril de 1983, fora de serviço
  - GOES-G, lançado em 3 de Maio de 1986, explodiu no lançamento
  - GOES 7, lançado em 28 de Abril de 1987, usado como satélite de comunicação como Peacesat
- 2a Geração
  - GOES 8, lançado em 13 de Abril de 1994, fora de serviço[1]
  - GOES 9, lançado em 23 de Maio de 1995, fora de serviço em Junho de 2007[1]
  - GOES 10, lançado em 25 de Abril de 1997, fora de serviço em 2 de Dezembro de 2009[1]
  - GOES 11, lançado em 3 de Maio de 2000, fora de serviço em 16 de Dezembro de 2011[1]
  - GOES 12, lançado em 23 de Julho de 2001, permitindo a cobertura da América do Sul[1]
- 3a Geração
  - GOES 13, lançado em 24 de Maio de 2006, em operação como "GOES East", depois de uma "anomalia" retornou ao serviço em 18 de Outubro de 2012[1]
  - GOES 14, lançado em 27 de Junho de 2009, satélite em modo de espera localizado a 90 graus Oeste em Dezembro de 2012[1]
  - GOES 15, lançado em 4 de Março de 2010, em operação como "GOES West" a partir de 14 de Dezembro de 2011[1]
- 4a Geração
  - GOES 16, lançado em 19 de novembro de 2016[2][3]
  - GOES 17, lançado em 1 de março de 2018[3]
  - GOES 18, lançamento previsto para 2020[4]
  - GOES 19, lançamento previsto para 2024[4]